# Karl Windisch-Graetz

Stemma della famiglia Windisch Graetz

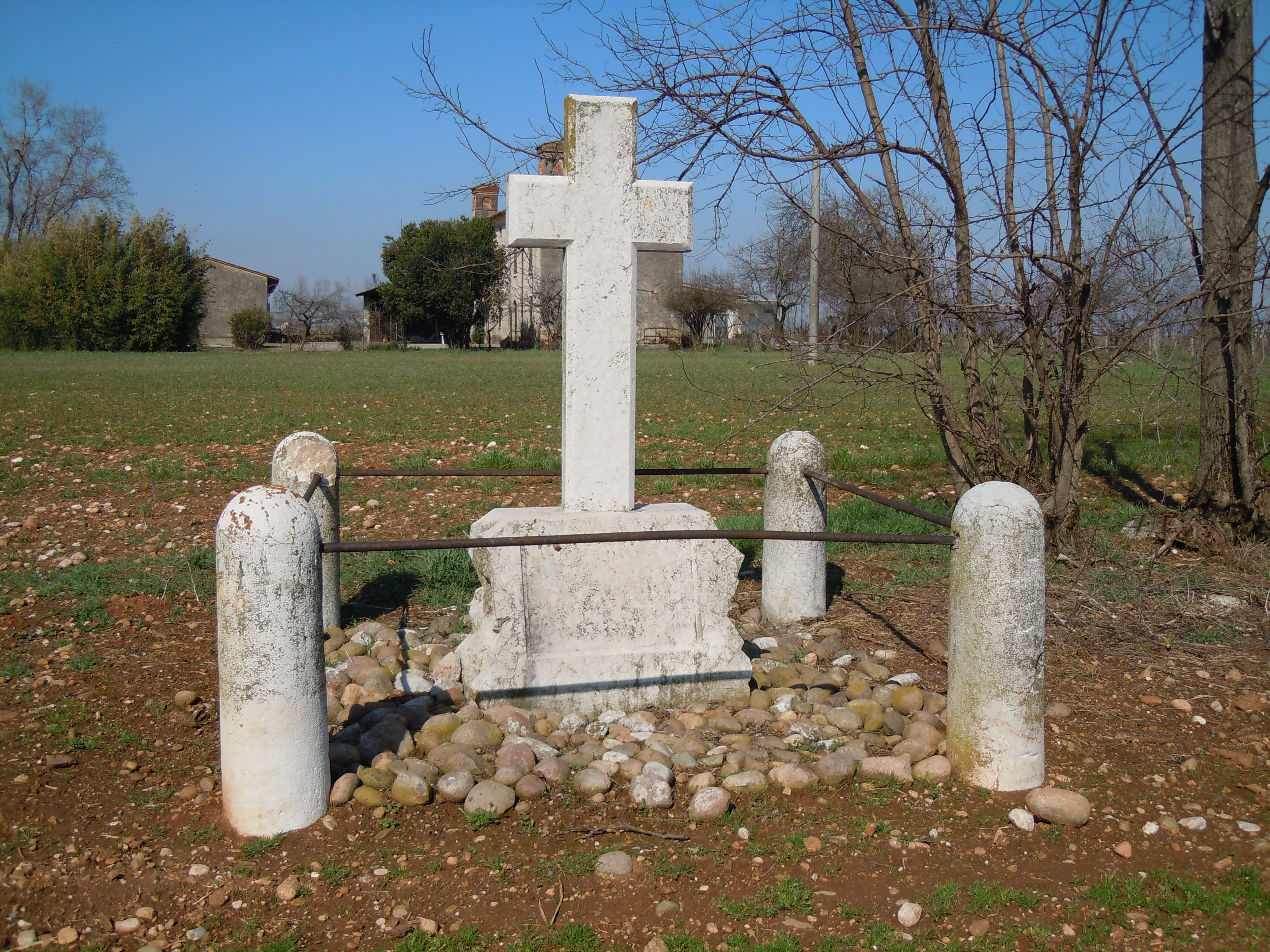
Rebecco, località Casa Nuova, cenotafio di Karl Windisch-Graetz

Karl Windisch-Graetz (Vienna, 19 ottobre 1821 – Rebecco, 24 giugno 1859) è stato un militare austriaco.

## Biografia
Era figlio primogenito del principe Weriand Windisch-Graetz (1790-1867) e della principessa Eleonora Lobkovice (1795-1876).
Partecipò attivamente nella battaglia di Medole del 24 giugno 1859 dove avvennero gli scontri più sanguinosi per la conquista delle posizioni delle località Quagliara e Casa Nuova in frazione Rebecco di Guidizzolo, dove trovò la morte il principe Karl e oltre un migliaio di soldati e decine di alti ufficiali, tra i quali il colonnello francese Louis-Charles de Maleville. L'imperatore d'Austria Francesco Giuseppe, il 5 luglio 1859, inviò degli emissari per ottenere la restituzione del corpo di Karl.